# Ma vie palpitante
Ma vie palpitante est un roman de l'écrivain sud-coréenne Kim Ae-ran publié en 2011.

## Résumé
Il s'agit du récit des derniers mois d'un jeune garçon, Areum, atteint de progéria. Les parents du garçons, issus de la campagne coréenne, l'ont eu alors qu'ils n'étaient encore qu'adolescent, ce qui fut très mal vu par leur entourage. Sa mère, Chae Mira fréquentant un lycée général, et son père, Han Daesu, étant doué en taekwondo, un lycée sportif, furent tous deux exclus de leur établissement respectif lorsque leurs professeurs apprirent la nouvelle. La père de Mira, après l'avoir poussé à travailler sur un chantier, permit à son beau-fils de monter une petite affaire pour subvenir aux besoins de sa famille. C'est ainsi qu'il ouvrit un magasin de sport d'enseigne Nike. Mais le commerce ne marcha pas et Daesu finit par se retrouver employé d'une entreprise de déménagement.
Areum a un seul véritable ami, le voisin sexagénaire Jang Deok-su, qui vit avec son père atteint de maladie d'Alzheimer. Grâce à une amie d'enfance de sa mère, Sumi, mariée au réalisateur Seung-chan, Areum a l'occasion de passer dans l'émission de télévision La chaîne de l'espoir, ce qui lui permet de récolter des fonds nécessaires à son hospitalisation. Son corps vieillissant à grande vitesse Areum est atteint de multiples affection caractéristiques du troisième âge, comme la DMLA, de l'insuffisance cardiaque, etc. et finira carrément aveugle. À la suite de son passage à la télévision, Areum entre en contact avec Yi Seo-ha, une fille de son âge, elle aussi malade. Une relation épistolaire s'établit entre eux, et le jeune Areum, qu'elle nomme Hallasan (signifiant « mélange de printemps et d'automne »), finit par tomber amoureux de sa correspondante. Il apprend un jour par hasard qu'en fait sa correspondante n'est pas une fille de seize ans, mais un homme d'une trentaine d'années qui s'inspire de son histoire pour écrire un scénario. À ce moment-là, déçu, Areum s'enferme dans le jeu vidéo, en devient même accro, si bien que ses parents lui confisquent sa console de jeu. Aveugle, alité, Areum reçoit un jour la visite de son ami le vieux Jang. Celui-ci est venu répondre à une requête d'Areum : lui permettre de boire de l'alcool. Il emmène donc à l'extérieur son jeune ami et lui offre une bouteille de Soju. Quelques jours avant son entrée dans le service de soins intensifs, au sortir d'un rêve, Areum se réveille avec à son chevet une présence inconnue. C'est l'usurpateur de l'identité de Yi Seo-ha qui est venu s'excuser.
Arrivé au seuil de la mort, Areum offre à ses parents un récit. Le récit romancé de leur rencontre qu'il avait rédigé quelques mois auparavant...